# Polywell
Polywell är ett sätt att innesluta plasma genom magnetiska fält i 3-dimensioner med målet att utvinna energi genom fusion. Detta sätt att kontrollera plasma uppfanns av Robert Bussard.